# Ceratosuchops
Ceratosuchops („rohatá krokodýlí hlava“) byl rod spinosauridního teropodního dinosaura, žijícího v období spodní křídy (geologický věk barrem, asi před 130 až 125 miliony let) na území současné Velké Británie (ostrov Wight).

## Popis
Typový druh Ceratosuchops inferodios byl formálně popsán v září roku 2021 spolu s blízce příbuzným rodem Riparovenator. Tento středně velký až velký dravý dinosaurus žil patrně v okolí velkých říčních toků a živil se převážně rybami a dalšími vodními živočichy. Při jeho pojmenování byl také stanoven nový klad Ceratosuchopsini, do něhož spadají také rody Suchomimus a Riparovenator. Blízce příbuzným rodem byl také španělský Protathlitis. Při odhadované délce kolem 7,8 metru byl spíše středně velkým spinosauridem.
Výzkum mozkoven bazálních zástupců této skupiny (rody Baryonyx a Ceratosuchops) ukázal, že při vývoji nových adaptací (jako je přechod k semiakvatickému způsobu života) nebyly u spinosauridů nezbytné výrazné změny ve velikosti a struktuře mozku. Konzervativní tvar a velikost mozkoven přetrvala po velkou část doby evoluce těchto teropodních dinosaurů.